# Эскердинья
Леандро Родригес Бернардес (порт. Leandro Rodrigues Bernardes) или Эскерди́нья (порт. Esquerdinha; 18 ноября 1985, Куяба) — бразильский футболист, игрок в мини-футбол, выступающий за сборную России. Выступал за испанскую «Барселону» на позиции нападающего.

## Биография
Играл за бразильские клубы «Гояс» и «Минас». Затем перебрался в Испанию, где выступал за клубы «Картахена», «Каха Сеговия» и «Эль-Посо». С 2012 по 2017 играл за «Дину». Из-за финансовых проблем «Дины» в 2017 году перешел в испанскую «Барселону».
Впервые был вызван в сборную России на чемпионат Европы 2018.
Является лучшим бомбардиром в истории Финалов Четырёх Лиги Чемпионов с 10 мячами.

## Достижения
«Эль-Посо»
- Чемпион Испании: 2009/10
- Обладатель Кубка Испании: 2009/10
- Обладатель Суперкубка Испании: 2009/10

«Дина»
- Чемпион России: 2013/14
- Обладатель Кубка России: 2016/17

«Барселона»
- Чемпион Испании (3): 2018/19, 2020/21, 2021/22
- Обладатель Кубка Испании (3): 2019, 2020, 2022
- Обладатель Суперкубка Испании (2): 2019, 2022
- Победитель Лиги Чемпионов УЕФА (2): 2019/20, 2021/22
- Обладатель Королевского кубка Испании (3): 2017/18, 2018/19, 2019/20

## Личные достижения
- лучший бомбардир чемпионата Испании: 2007
- лучший игрок чемпионата Испании на позиции нападающего: 2011
- лучший бомбардир регулярного чемпионата Испании: 2012